# Årslev-Hørning-Lime Kommune
Årslev-Hørning-Lime Kommune var en dansk sognekommune i Randers Amt fra 1842 til 1851. Kommunen bestod af Årslev, Hørning Sogn og Lime Sogne. Kommunen blev ved udgangen af 1851 opdelt så Årslev og Hørning Sogne fortsatte som Årslev-Hørning Kommune, mens Lime Sogn blev sammenlagt med Hvilsager Sogn til Hvilsager-Lime Kommune. Hvilsager Sogn havde tidligere havde været med i Mørke-Hvilsager Kommune..
Ved kommunalreformen i 1970 blev Årslev-Hørning Kommune indlemmet i Rosenholm Kommune, og da Sønderhald Kommune blev opdelt ved strukturreformen i 2007, kom den tidligere Årslev-Hørning Kommune til Randers Kommune.
Ved [kommunalreformen i 1970 blev Hvilsager-Lime  Kommune indlemmet i Sønderhald Kommune, som ved strukturreformen i 2007 indgik i Syddjurs Kommune.